# Paracincia
Paracincia är ett släkte av fjärilar. Paracincia ingår i familjen björnspinnare.
Kladogram enligt Catalogue of Life:
| Paracincia | \| \| Paracincia butleri \| \| \| \| \| \| Paracincia dognini \| \| \| \| |
|            | \| \| Paracincia butleri \| \| \| \| \| \| Paracincia dognini \| \| \| \| |
|            | Paracincia butleri                                                        |
|            |                                                                           |
|            | Paracincia dognini                                                        |
|            |                                                                           |